# Werner Potzernheim
Werner Potzernheim (* 8. März 1927 in Hamburg; † 22. April 2014 in Arnum) war ein deutscher Bahnradsportler.

## Karriere
Schon als Zwölfjähriger fuhr Werner Potzernheim seine ersten Rennen, angeregt von seinem radsportbegeisterten Großvater, einem Kapitän zur See. Schon zu dieser Zeit war es sein Ziel, Profi zu werden; zunächst machte er jedoch eine Lehre als Maschinenschlosser, anschließend wurde er zur Wehrmacht eingezogen. Aber schon 1946 bestritt er 15 Straßen- und Bahnrennen. 1950 zog Potzernheim, bis dahin Mitglied des RV „Endspurt“ Hamburg, nach Hannover, u. a. weil er die dortige Radrennbahn sehr schätzte und es in Hamburg keine mehr gab. Er wurde Mitglied des „RC Diamant Hannover“, Vorgängerverein des heutigen „RC Blau-Gelb Langenhagen“, und blieb dies bis zuletzt. Anfangs lebte er in einer Schrittmacherkabine auf der Radrennbahn am Pferdeturm in Hannover, bis er sich eine eigene Wohnung leisten konnte. Bis zu seinem endgültigen Wechsel auf die Bahn errang er 65 Siege bei Straßenrennen.
Werner Potzernheim war in den 1950er und 1960er Jahren der erfolgreichste deutsche Sprinter auf der Bahn und gilt weiterhin als erfolgreichster Bahnradsportler aus Niedersachsen. Zwischen 1955 und 1965 wurde Potzernheim allein fünfmal Deutscher Meister im Sprint der Amateure sowie zehnmal bei den Profis und galt daher als deutscher „Fliegerkönig“. Zwischen 1951 und 1964 nahm er mehrfach an UCI-Bahn-Weltmeisterschaften teil. Mehrfach gewann er internationale Sprintturniere, so dreimal den Großen Preis von Berlin sowie 1958 und 1959 den Großen Preis von Deutschland, wobei er den mehrfachen Weltmeister Antonio Maspes schlug.
Bei den Olympischen Spielen 1952 in Helsinki errang Werner Potzernheim die Bronzemedaille im Sprint. Als er wenige Tage später gemeinsam mit dem Drittplatzierten im Straßenrennen, Edi Ziegler, auf dem Bahnhof in Hannover eintraf, wurden die beiden Sportler gemeinsam mit ihrem Betreuer Matze Schmidt in einer Triumphfahrt durch die Stadt geleitet und von Tausenden Menschen bejubelt. Im Oktober erhielt Potzernheim das „Silberne Lorbeerblatt“ aus der Hand von Bundespräsident Theodor Heuss. Im Jahr darauf belegte er bei den Bahn-Weltmeisterschaften in Zürich den dritten Platz im Sprint.
1965 trat Potzernheim vom aktiven Radsport zurück, übernahm zunächst eine Tankstelle und war später in der Zweiradbranche tätig. Auch war er Trainer der „Radsportgemeinschaft Hannover“ sowie Betreuer der Bahnfahrer in der „Arbeitsgemeinschaft Radsport“.
Für seine Verdienste um den Sport in Niedersachsen wurde er in die Ehrengalerie des niedersächsischen Sports – seit 1988 Ehrenportal – des Niedersächsischen Instituts für Sportgeschichte aufgenommen.
Werner Potzernheim starb nach einer längeren Krankheit im Alter von 87 Jahren.